# Ai Xia
Ai Xia (chino: 艾霞; Tianjin, China, 29 de noviembre de 1912 – Shanghái, China, 15 de febrero de 1934) fue una actriz china de cine mudo y guionista. Se suicidó en 1934, siendo la primera actriz de cine china en hacer tal cosa. Su suicidio inspiró la película clásica del director Cai Chusheng, Nuevas mujeres, protagonizada por Ruan Lingyu, quien también se suicidó poco después del estreno de la película.

## Vida y carrera
Nacida como Yan Yinan (严以南) el 29 de noviembre de 1912 en Tianjin en una familia de clase media, pudo completar sus estudios universitarios. Después de su graduación, se enamoró de su primo y tuvo un niño con él. Su familia rechazó completamente la relación lo cual causó que su amante la abandonara. En 1928, tuvo un matrimonio arreglado pero, como protesta personal, abandonó su hogar y se dirigió a Shanghái en búsqueda de una carrera en el cine.
Ai Xia empezó su carrera como actriz en el teatro con la Sociedad de Teatro de China del sur (Nanguo jushe), fundada por Tian Han, antes de unirse a la Liga de Dramaturgos Izquierdistas (Zuoyi juzuojia lianmeng). Allí entró en contacto con la Mingxing (Star) Film Company en 1932 y escribió un libro Xiandai yi Nüxing (Una Mujer de Hoy) en 1933, que trataba el tema del ascenso y caída de una «chica moderna», Putao, quién debe lidiar tanto con los problemas de pertenecer a una clase humilde como con el acoso sexual por ser mujer.
El libro fue adaptado a la gran pantalla ese mismo año. A pesar de la intriga alrededor de la historia, la película no fue bien recibida por los críticos debido a su enfoque en torno a la revolución. Los escritos de Ai eran con frecuencia de tono cargadamente político y ella argumentaba que el cine se desarrollaba alrededor de cambios sociales por lo que «una actriz de su tiempo debería no sólo producir expresiones de felicidad, ira, tristeza y dicha; pero más importante, ella debería intentar reconocer los varios aspectos de la sociedad a través de la praxis».
Ai Xia fue una de las únicas dos mujeres guionistas durante el movimiento «izquierdista» en el cine de China. Su dedicación al guion así como a la escritura de comentarios y ensayos le ganaron el apodo popular de la «estrella escritora» (Zuojia mingxing).
Protagonizó un total de ocho películas durante su corta carrera.

## Muerte y legado

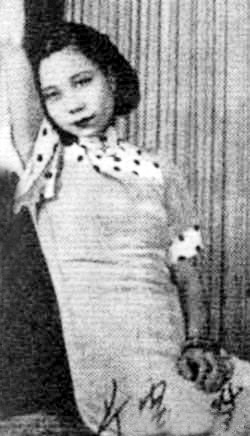
Ai Xia

Ai se suicidó en 1934 consumiendo una alta dosis de opio crudo. Siendo la primera actriz en la República de China en hacer tal cosa, su muerte es considerada como icónica en la historia del cine chino.
La película Nuevas mujeres está basada en su vida y fue protagonizada por la actriz Ruan Lingyu quien también se suicidó poco después del estreno de la película en 1935. Se ha especulado que el director Cai Chusheng pudo haber tenido una relación amorosa con Ai Xia y por tanto, realizó la película por razones personales.
Su suicidio es discutido largamente en la película de 1992 Centre Stage, en la que se muestra al director Cai Chusheng como devastado por su muerte y decidido a filmar la película Nuevas mujeres como un acto de protesta contra la prensa que el considera responsable por la muerte de Ai.

## Filmografía
- Adventures in a Battlefield (1922)
- Jiu hen xin chou (1922)
- Chuncan (1933)
- Cosecha buena (1933)
- Hijos e Hijas del Tiempo (1933)
- Una Mujer de Hoy (1933)
- Dos Versos Un (1933)
- Cosméticos de Mercado (1933)